# 内藤英四郎
内藤 英四郎（ないとう えいしろう、1948年 - ）ランドスケープ・アーキテクト。 株式会社都市ランドスケープ（旧。（株）内藤ランドスケープ計画事務所）主宰。 一般社団法人ランドスケープコンサルタンツ協会専務理事。技術士建設部門（都市及び地方計画）。
熊本県出身。1970年東京農業大学農学部造園学科卒。鎌倉市緑の基本計画作成、近郊緑地保全区域の指定調査  神奈川県グリーンオアシス計画調査広域緑地計画等々の行政地域全体に関わる緑地の保全整備計画を担当。
さらに、永年に亘り東京農業大学と千葉工業大学で教鞭を執るなど、ランドスケープアーキテクトとして後進の指導・育成にも意欲的に取り組んでおり、優れた人材の輩出に貢献している。
著書には『都市近郊土地利用辞典』（共著、建築知識）『市民参加時代の美しい緑のまちづくり』（共著、経済調査会）など。

## 参考
1. 1 2 3 4
2. ↑  “ビオトープを学ぶ通信講座 | 人と自然の研究所”. www.bio-inste.com. 2021年2月17日閲覧。
3. ↑  “日本の街を美しくする　法制度・技術・職能を問いなおす”. book.gakugei-pub.co.jp. 2021年2月17日閲覧。